# Collegio di North West Norfolk
North West Norfolk è un collegio elettorale situato nel Norfolk, nell'Est dell'Inghilterra, e rappresentato alla Camera dei comuni del Parlamento del Regno Unito. Elegge un membro del parlamento con il sistema first-past-the-post, ossia maggioritario a turno unico; l'attuale parlamentare è James Wild del Partito Conservatore, che rappresenta il collegio dal 2019.

## Estensione

North West Norfolk dal 2010 al 2024

- 1885-1918: il Municipal Borough di King's Lynn e le divisioni sessionali di Brothercross, Freebridge Lynn, Freebridge Marshall e Gallow and Smithdon.
- 1974-1983: il Municipal Borough di King's Lynn, i distretti urbani di Hunstanton e Wells-next-the-Sea, e i distretti rurali di Docking, Freebridge Lynn, Marshland e Walsingham.
- 1983-2010: i ward del borgo di King's Lynn and West Norfolk di Burnham, Chase, Clenchwarton, Creake, Dersingham, Docking, Gayton, Gaywood Central, Gaywood North, Gaywood South, Grimston, Heacham, Hunstanton, Lynn Central, Lynn North, Lynn South West, Mershe Lande, Middleton, North Coast, Priory, Rudham, St Lawrence, St Margaret's, Snettisham, Spellowfields, The Walpoles, The Woottons, Valley Hill, West Walton, West Winch e  Wiggenhall.
- 2010-2024: i ward del Borough di King's Lynn and West Norfolk di Brancaster, Burnham, Clenchwarton, Dersingham, Docking, Fairstead, Gayton, Gaywood Chase, Gaywood North Bank, Grimston, Heacham, Hunstanton, North Lynn, North Wootton, Old Gaywood, Priory, Rudham, St Margaret's with St Nicholas, Snettisham, South and West Lynn, South Wootton, Spellowfields, Springwood, Valley Hill, Walpole e West Winch.
- dal 2024: i ward del Borough di King's Lynn and West Norfolk di Bircham with Rudhams; Brancaster; Burnham Market and Docking; Clenchwarton; Dersingham; Fairstead; Gayton and Grimston; Gaywood Chase; Gaywood Clock; Gaywood North Bank; Heacham; Hunstanton; Massingham with Castle Acre; North Lynn; St. Margaret’s with St. Nicholas; Snettisham; South and West Lynn; Springwood; Terrington; The Woottons; Walsoken, West Walton and Walpole e West Winch.[1]

L'attuale collegio comprende due ex collegi di borough, quello di Castle Rising, abolito come borgo putrido nel 1832, e quello di King's Lynn, abolito nel 1918.

## Membri del parlamento
| Elezione | Elezione        | Deputato                       | Partito               |
| -------- | --------------- | ------------------------------ | --------------------- |
|          | 1885            | Joseph Arch                    | Liberale              |
|          | 1886            | Henry Cavendish-Bentinck       | Conservatore          |
|          | 1892            | Joseph Arch                    | Liberale              |
| 1900     | George White    |                                | Liberale              |
| 1912 (S) | Edward Hemmerde |                                | Liberale              |
|          | 1918            | Collegio abolito               | Collegio abolito      |
|          | Feb 1974        | Collegio ri-istituito          | Collegio ri-istituito |
|          | Feb 1974        | Christopher Brocklebank-Fowler | Conservatore          |
|          | 1981            | Christopher Brocklebank-Fowler | Social Democratico    |
|          | 1983            | Henry Bellingham               | Conservatore          |
|          | 1997            | George Turner                  | Laburista             |
|          | 2001            | Henry Bellingham               | Conservatore          |
| 2019     | James Wild      |                                | Conservatore          |

## Elezioni

### Elezioni negli anni 2020
| Partito                    | Partito                                   | Candidato                  | Risultati 4 luglio 2024 | Risultati 4 luglio 2024 |
| Partito                    | Partito                                   | Candidato                  | Voti                    | %                       |
| -------------------------- | ----------------------------------------- | -------------------------- | ----------------------- | ----------------------- |
|                            | Conservatore                              | James Wild                 | 16 097                  | 36,12                   |
|                            | Laburista                                 | Tim Leaver                 | 11 143                  | 25,00                   |
|                            | Reform UK                                 | Phil Walton                | 8 697                   | 19,51                   |
|                            | Lib Dem                                   | Rob Colwell                | 6 492                   | 14,57                   |
|                            | Verdi                                     | Michael de Whalley         | 2 137                   | 4,80                    |
|                            |                                           |                            |                         |                         |
| Iscritti                   | Iscritti                                  | Iscritti                   | 74 415                  | 100,00                  |
| ↳ Votanti (% su iscritti)  | ↳ Votanti (% su iscritti)                 | ↳ Votanti (% su iscritti)  | 44 566                  | 59,89                   |
| ↳ Astenuti (% su iscritti) | ↳ Astenuti (% su iscritti)                | ↳ Astenuti (% su iscritti) | 29 849                  | 40,11                   |
|                            |                                           |                            |                         |                         |
|                            | Esito: collegio confermato a Conservatore |                            |                         |                         |

### Elezioni negli anni 2010
| Partito                    | Partito                                   | Candidato                  | Risultati 12 dicembre 2019 | Risultati 12 dicembre 2019 |
| Partito                    | Partito                                   | Candidato                  | Voti                       | %                          |
| -------------------------- | ----------------------------------------- | -------------------------- | -------------------------- | -------------------------- |
|                            | Conservatore                              | James Wild                 | 30 627                     | 65,72                      |
|                            | Laburista                                 | Joanne Rust                | 10 705                     | 22,97                      |
|                            | Lib Dem                                   | Rob Colwell                | 3 625                      | 7,78                       |
|                            | Verdi                                     | Michael De Whalley         | 1 645                      | 3,53                       |
|                            |                                           |                            |                            |                            |
| Iscritti                   | Iscritti                                  | Iscritti                   | 72 080                     | 100,00                     |
| ↳ Votanti (% su iscritti)  | ↳ Votanti (% su iscritti)                 | ↳ Votanti (% su iscritti)  | 46 602                     | 64,65                      |
| ↳ Astenuti (% su iscritti) | ↳ Astenuti (% su iscritti)                | ↳ Astenuti (% su iscritti) | 25 478                     | 35,35                      |
|                            |                                           |                            |                            |                            |
|                            | Esito: collegio confermato a Conservatore |                            |                            |                            |

| Partito                    | Partito                                   | Candidato                  | Risultati 8 giugno 2017 | Risultati 8 giugno 2017 |
| Partito                    | Partito                                   | Candidato                  | Voti                    | %                       |
| -------------------------- | ----------------------------------------- | -------------------------- | ----------------------- | ----------------------- |
|                            | Conservatore                              | Henry Bellingham           | 29 408                  | 60,25                   |
|                            | Laburista                                 | Joanne Rust                | 15 620                  | 32,00                   |
|                            | UKIP                                      | Michael Stone              | 1 539                   | 3,15                    |
|                            | Lib Dem                                   | Rupert Moss-Eccardt        | 1 393                   | 2,85                    |
|                            | Verdi                                     | Michael de Whalley         | 851                     | 1,74                    |
|                            |                                           |                            |                         |                         |
| Iscritti                   | Iscritti                                  | Iscritti                   | 72 098                  | 100,00                  |
| ↳ Votanti (% su iscritti)  | ↳ Votanti (% su iscritti)                 | ↳ Votanti (% su iscritti)  | 48 811                  | 67,70                   |
| ↳ Astenuti (% su iscritti) | ↳ Astenuti (% su iscritti)                | ↳ Astenuti (% su iscritti) | 23 287                  | 32,30                   |
|                            |                                           |                            |                         |                         |
|                            | Esito: collegio confermato a Conservatore |                            |                         |                         |

| Partito                    | Partito                                   | Candidato                  | Risultati 7 maggio 2015 | Risultati 7 maggio 2015 |
| Partito                    | Partito                                   | Candidato                  | Voti                    | %                       |
| -------------------------- | ----------------------------------------- | -------------------------- | ----------------------- | ----------------------- |
|                            | Conservatore                              | Henry Bellingham           | 24 727                  | 52,20                   |
|                            | Laburista                                 | Joanne Rust                | 10 779                  | 22,75                   |
|                            | UKIP                                      | Richard Toby Coke          | 8 412                   | 17,76                   |
|                            | Verdi                                     | Michael de Whalley         | 1 780                   | 3,76                    |
|                            | Lib Dem                                   | Hugh Lanham                | 1 673                   | 3,53                    |
|                            |                                           |                            |                         |                         |
| Iscritti                   | Iscritti                                  | Iscritti                   | 72 778                  | 100,00                  |
| ↳ Votanti (% su iscritti)  | ↳ Votanti (% su iscritti)                 | ↳ Votanti (% su iscritti)  | 47 597                  | 65,40                   |
| ↳ Astenuti (% su iscritti) | ↳ Astenuti (% su iscritti)                | ↳ Astenuti (% su iscritti) | 25 181                  | 34,60                   |
|                            |                                           |                            |                         |                         |
|                            | Esito: collegio confermato a Conservatore |                            |                         |                         |

| Partito                    | Partito                                   | Candidato                  | Risultati 6 maggio 2010 | Risultati 6 maggio 2010 |
| Partito                    | Partito                                   | Candidato                  | Voti                    | %                       |
| -------------------------- | ----------------------------------------- | -------------------------- | ----------------------- | ----------------------- |
|                            | Conservatore                              | Henry Bellingham           | 25 916                  | 54,22                   |
|                            | Lib Dem                                   | William Summers            | 11 106                  | 23,23                   |
|                            | Laburista                                 | Manish Sood                | 6 353                   | 13,29                   |
|                            | UKIP                                      | John Gray                  | 1 841                   | 3,85                    |
|                            | BNP                                       | David Fleming              | 1 839                   | 3,85                    |
|                            | Verdi                                     | Mike de Whalley            | 745                     | 1,56                    |
|                            |                                           |                            |                         |                         |
| Iscritti                   | Iscritti                                  | Iscritti                   | 73 200                  | 100,00                  |
| ↳ Votanti (% su iscritti)  | ↳ Votanti (% su iscritti)                 | ↳ Votanti (% su iscritti)  | 47 800                  | 65,30                   |
| ↳ Astenuti (% su iscritti) | ↳ Astenuti (% su iscritti)                | ↳ Astenuti (% su iscritti) | 25 400                  | 34,70                   |
|                            |                                           |                            |                         |                         |
|                            | Esito: collegio confermato a Conservatore |                            |                         |                         |

### Elezioni negli anni 2000
| Partito                    | Partito                                   | Candidato                  | Risultati 5 maggio 2005 | Risultati 5 maggio 2005 |
| Partito                    | Partito                                   | Candidato                  | Voti                    | %                       |
| -------------------------- | ----------------------------------------- | -------------------------- | ----------------------- | ----------------------- |
|                            | Conservatore                              | Henry Bellingham           | 25 471                  | 50,29                   |
|                            | Laburista                                 | Damien Welfare             | 16 291                  | 32,16                   |
|                            | Lib Dem                                   | Simon Higginson            | 7 026                   | 13,87                   |
|                            | UKIP                                      | Michael Stone              | 1 861                   | 3,67                    |
|                            |                                           |                            |                         |                         |
| Iscritti                   | Iscritti                                  | Iscritti                   | 82 222                  | 100,00                  |
| ↳ Votanti (% su iscritti)  | ↳ Votanti (% su iscritti)                 | ↳ Votanti (% su iscritti)  | 50 649                  | 61,60                   |
| ↳ Astenuti (% su iscritti) | ↳ Astenuti (% su iscritti)                | ↳ Astenuti (% su iscritti) | 31 573                  | 38,40                   |
|                            |                                           |                            |                         |                         |
|                            | Esito: collegio confermato a Conservatore |                            |                         |                         |

| Partito                    | Partito                                           | Candidato                  | Risultati 7 giugno 2001 | Risultati 7 giugno 2001 |
| Partito                    | Partito                                           | Candidato                  | Voti                    | %                       |
| -------------------------- | ------------------------------------------------- | -------------------------- | ----------------------- | ----------------------- |
|                            | Conservatore                                      | Henry Bellingham           | 24 846                  | 48,52                   |
|                            | Laburista                                         | George Turner              | 21 361                  | 41,72                   |
|                            | Lib Dem                                           | Ian Mack                   | 4 292                   | 8,38                    |
|                            | UKIP                                              | Ian Durrant                | 704                     | 1,37                    |
|                            |                                                   |                            |                         |                         |
| Iscritti                   | Iscritti                                          | Iscritti                   | 78 652                  | 100,00                  |
| ↳ Votanti (% su iscritti)  | ↳ Votanti (% su iscritti)                         | ↳ Votanti (% su iscritti)  | 51 203                  | 65,10                   |
| ↳ Astenuti (% su iscritti) | ↳ Astenuti (% su iscritti)                        | ↳ Astenuti (% su iscritti) | 27 449                  | 34,90                   |
|                            |                                                   |                            |                         |                         |
|                            | Esito: collegio passa da Laburista a Conservatore |                            |                         |                         |

## Risultati dei referendum

### Referendum sulla permanenza del Regno Unito nell'Unione europea del 2016
|             | Collegio           | Lasciare UE % | Rimanere in UE % |
| ----------- | ------------------ | ------------- | ---------------- |
|             | North West Norfolk | 66,1%         | 33,9%            |
| Inghilterra | 53,3%              | 46,7%         |                  |
| Regno Unito | 51,9%              | 48,1%         |                  |